# Baeocera longicornis
Espèce
Synonymes
- Eubaeocera longicornis Löbl, 1971 (protonyme)

Baeocera longicornis est une espèce de coléoptères de la famille des Staphylinidae et de la sous-famille des Scaphidiinae.

## Répartition et habitat
Cette espèce est décrite du Sri Lanka, mais également connue d'Inde, du Népal et de la Thaïlande.